# Isabelle I xứ Angoulême
Isabelle I xứ Angoulême (tiếng Pháp: Isabelle d'Angoulême, IPA: [izabɛl dɑ̃ɡulɛm]; tiếng Anh: Isabella of Angoulême; k. 1186/ 1188 – 4 tháng 6 năm 1246) là Vương hậu nước Anh từ năm 1200 đến năm 1216 với tư cách là người vợ thứ hai của John của Anh và là Nữ Bá tước xứ Angoulême từ năm 1202 cho đến khi qua đời vào năm 1246. Thông qua cuộc hôn nhân với Hugues X, bà còn là Bá tước phu nhân xứ La Marche từ năm 1220 đến năm 1246.
Isabelle là người con duy nhất của Aymar, Bá tước Angoulême và Alix xứ Courtenay. Năm 1200, bà kết hôn với John và có năm người con, bao gồm cả Henry III của Anh. Sau khi John qua đời vào năm 1216, Isabelle tái hôn vào năm 1220 với Hugues X xứ Lusignan, Bá tước xứ La Marche, và có thêm chín người con nữa.
Một số người sống cùng thời với Isabelle, cũng như các nhà văn sau này cho rằng bà đã hình thành một âm mưu chống lại Louis IX của Pháp vào năm 1241, sau khi bị Thái hậu Blanca của Castilla hắt hủi một cách công khai, người mà Isabelle ấp ủ lòng căm thù sâu sắc. Vào năm 1244, sau khi âm mưu thất bại, Isabelle bị buộc tội âm mưu đầu độc nhà vua. Để tránh bị bắt, Isabelle đã tìm nơi ẩn náu tại Tu viện Fontevraud, nơi bà qua đời hai năm sau đó, nhưng thông tin này không thể được xác nhận.

## Vương hậu nước Anh
Isabelle là con gái duy nhất và là người thừa kế của Aymar Taillefer, Bá tước xứ Angoulême và Alix xứ Courtenay, em gái của Pierre II xứ Courtenay, Hoàng đế Latinh của Constantinopolis. Alix và Pierre II là cháu Louis VI của Pháp thông qua cha là Pierre I xứ Courtenay.
Isabelle trở thành Nữ Bá tước xứ Angoulême vào ngày 16 tháng 6 năm 1202, lúc đó bà đã trở thành vương hậu nước Anh. Cuộc hôn nhân của Isabelle ở tuổi 12 hoặc 14 với John diễn ra vào ngày 24 tháng 8 năm 1200 tại Angoulême, một năm sau khi nhà vua hủy bỏ cuộc hôn nhân đầu tiên với Isabella, Bá tước phu nhân xứ Gloucester. Isabelle được trao vương miện trong một buổi lễ long trọng vào ngày 8 tháng 10 tại Tu viện Westminster ở London. Isabelle ban đầu đính hôn với Hugues IX le Brun, Bá tước xứ Lusignan, cháu trai và người thừa kế của Bá tước xứ La Marche. Do sự liều lĩnh của John khi lấy Isabelle làm vợ thứ hai, Philippe II của Pháp đã tịch thu toàn bộ đất đai của hai người tại Pháp và xảy ra xung đột vũ trang sau đó.
Vào thời điểm kết hôn với John, cô gái tóc vàng mắt xanh Isabelle đã được một số người nổi tiếng vì vẻ đẹp của mình. và đôi khi được các nhà sử học gọi là Helen của thời Trung Cổ. Isabelle trẻ hơn chồng rất nhiều và có tính khí thất thường giống ông. John say mê người vợ trẻ đẹp, tuy nhiên việc ông có được Isabelle ít nhất cũng liên quan đến việc căm ghét kẻ thù nhiều như tình yêu lãng mạn. Isabelle đã đính hôn với Hugues IX le Brun khi buộc kết hôn với John. John được cho là đã bỏ bê công việc nhà nước để dành thời gian cho Isabelle, thường ở trên giường với bà cho đến trưa. Tuy nhiên, đây là những tin đồn do kẻ thù của John lan truyền nhằm làm mất uy tín của ông như một nhà cai trị yếu đuối và hết sức vô trách nhiệm, vì vào thời điểm đó John đang tham gia vào một cuộc chiến tuyệt vọng chống lại Philippe II của Pháp để giữ các công quốc Plantagenet còn lại. Các thường dân bắt đầu gọi Isabelle là "siren" hay "Messalina" vì sự quyến rũ của bà. Mẹ chồng Isabelle là Aliénor xứ Aquitaine sẵn sàng chấp nhận bà làm vợ của John.
Vào ngày 1 tháng 10 năm 1207 tại Lâu đài Winchester, Isabelle hạ sinh một người con trai và người thừa kế, là vị vua tương lai Henry III của Anh, người được đặt theo tên ông nội là Henry II. Theo sau đó là một con trai khác Richard và ba người con gái: Joan, Isabella và Eleanor. Cả năm người con đều sống sót đến tuổi trưởng thành và có những cuộc hôn nhân danh giá, tất cả trừ Joan đều có con cái.

## Cuộc hôn nhân thứ hai
Khi John qua đời vào tháng 10 năm 1216, hành động đầu tiên của Isabelle là sắp xếp lễ đăng quang nhanh chóng cho đứa con trai chín tuổi tại thành phố Gloucester vào ngày 28 tháng 10. Vì vương miện hoàng gia vừa bị thất lạc tại vịnh The Wash cùng với phần kho báu còn lại của John, nên Isabelle đã sử dụng chiếc vòng vàng của riêng mình thay cho vương miện. Tháng 7 năm sau, chưa đầy một năm sau khi Henry lên ngôi Vua nước Anh, Isabelle để con trai cho nhiếp chính là William Marshal, Bá tước thứ 1 xứ Pembroke chăm sóc và trở về Pháp để nắm quyền kiểm soát quyền thừa kế tại Angoulême.
Vào mùa xuân năm 1220, Isabelle kết hôn với Hugues X xứ Lusignan "le Brun", Seigneur de Luisignan, Bá tước xứ La Marche, con trai vị hôn phu cũ Hugues IX, người mà Isabelle đã hứa hôn trước khi kết hôn với John. Trước đó con gái lớn của bà là Joan được sắp xếp để kết hôn với Hugues, và cô bé được nuôi dưỡng tại triều đình Lusignan để chuẩn bị cho cuộc hôn nhân của mình. Tuy nhiên, Hugues khi nhìn thấy Isabelle, người vẫn giữ được vẻ đẹp không hề suy giảm, lại thích mẹ của Joan hơn. Joan sau đó được gả cho người chồng khác là Alexander II của Scotland, và hai người kết hôn vào năm 1221.
Isabelle đã kết hôn với Hugues mà không có sự đồng ý của hội đồng nhà vua ở Anh, theo như yêu cầu với một Thái hậu. Hội đồng không chỉ có quyền chỉ định bất kỳ người chồng nào cho bà, mà còn quyết định liệu Isabelle có được phép (hoặc buộc) tái hôn hay không. Việc Isabelle coi thường quyền lực của hội đồng đã khiến họ tịch thu đất đai hồi môn và ngừng trả trợ cấp cho bà. Isabelle và chồng trả đũa bằng cách đe dọa giữ Joan, người đã được hứa hôn với Vua Scotland, tại Pháp. Đầu tiên, hội đồng phản ứng bằng cách gửi những lá thư giận dữ tới Giáo hoàng, ký tên của vị vua trẻ Henry, thúc giục ngài vạ tuyệt thông Isabelle và chồng. Tuy nhiên, hội đồng sau đó quyết định thỏa thuận với Isabelle để tránh xung đột với nhà vua Scotland, người đang háo hức đón cô dâu của mình. Isabelle được cấp các kho tài sản ở Devon và doanh thu của Aylesbury trong thời hạn 4 năm, để đền bù cho những vùng đất của hồi môn bị tịch thu ở Normandie cũng như khoản nợ trợ cấp 3.000 bảng Anh.
Isabelle có thêm chín người con với Hugues X. Con trai cả của họ là Hugues XI xứ Lusignan kế vị cha để trở thành Bá tước xứ La Marche và Bá tước xứ Angoulême vào năm 1249. Những người con của Isabelle từ cuộc hôn nhân hoàng gia đã không cùng bà đến Angoulême mà ở lại Anh với người anh cả Henry III.

## Nổi loạn và cái chết
Được một số người cùng thời mô tả là "vô ích, thất thường và rắc rối", Isabelle không thể chấp nhận được vị trí kém nổi bật của mình tại Pháp. Mặc dù từng là vương hậu nước Anh, Isabelle giờ đây chỉ được coi là một nữ bá tước đơn thuần và phải dành quyền ưu tiên cho những người phụ nữ khác. Năm 1241, khi Isabelle và Hugues được triệu tập đến triều đình Pháp để thề trung thành với em trai của Louis IX là Alphonse, người đã được phong làm Bá tước xứ Poitou, mẹ của họ là Thái hậu Blanca đã công khai hắt hủi bà. Điều này khiến Isabelle, người vốn căm thù Blanca sâu sắc vì đã ủng hộ Pháp xâm lược nước Anh trong Chiến tranh Nam tước lần thứ nhất vô cùng tức giận, và bắt đầu tích cực âm mưu chống lại Louis. Isabelle và Hugues, cùng với các quý tộc bất mãn khác bao gồm cả con rể là Bá tước Raymond VII xứ Toulouse, đã tìm cách thành lập một bang liên do Anh hậu thuẫn nhằm thống nhất các tỉnh phía nam và phía tây chống lại vua Pháp. Isabelle khuyến khích con trai Henry xâm lược Normandie vào năm 1230, nhưng sau đó lại không hỗ trợ Henry như đã hứa.
Năm 1244, sau khi liên minh thất bại và Hugues làm hòa với Louis, hai đầu bếp hoàng gia bị bắt vì âm mưu đầu độc nhà vua. Khi thẩm vấn, họ thú nhận đã nhận tiền của Isabelle. Trước khi có thể bị bắt, Isabelle đã chạy trốn đến Tu viện Fontevraud, nơi bà qua đời vào ngày 4 tháng 6 năm 1246.
Theo sự sắp xếp từ trước của Isabelle, bà được chôn cất trong sân nhà thờ của tu viện như hành động ăn năn về nhiều hành vi sai trái của mình. Trong một chuyến viếng thăm Fontevraud, Henry III của Anh đã vô cùng sửng sốt khi phát hiện mẹ được chôn cất bên ngoài tu viện và ngay lập tức ra lệnh chuyển bà vào bên trong. Cuối cùng Isabelle được đặt bên cạnh Henry II và Aliénor xứ Aquitaine. Sau đó, hầu hết những người con của bà với Bá tước Lusignan vì có ít triển vọng ở Pháp, đã lên đường đến Anh và tới triều đình của Henry, anh trai cùng mẹ khác cha của họ.

## Con cái
Với John của Anh, Isabelle sinh ra năm người con và tất cả đều sống sót đến tuổi trưởng thành:
- Henry III của Anh (1 tháng 10 năm 1207 – 16 tháng 11 năm 1272). Kết hôn với Éléonore xứ Provence, có con cái bao gồm người thừa kế Edward I của Anh.
- Richard, Bá tước xứ Cornwall và Vua của người La Mã (5 tháng 1 năm 1209 – 2 tháng 4 năm 1272). Kết hôn lần đầu tiên với Isabel Marshal, lần thứ hai với Sancie xứ Provence, và thứ ba với Beatrix xứ Valkenburg, có con cái.
- Joan (22 tháng 7 năm 1210 – 1238), kết hôn với Alexander II của Scotland nhưng không có con cái.
- Isabella (1214–1241), kết hôn với Hoàng đế Friedrich II của Thánh chế La Mã, có con cái.
- Eleanor (1215–1275), kết hôn đầu tiên với William Marshal, Bá tước thứ 2 xứ Pembroke, và lần thứ hai với Simon de Montfort, Bá tước thứ 6 xứ Leicester, có con cái.

Với Hugues X xứ Lusignan, Bá tước xứ La Marche, Isabelle sinh ra chín người con, tất cả đều sống sót đến tuổi trưởng thành:
- Hugues XI xứ Lusignan (1221–1250), Bá tước xứ La Marche và Bá tước xứ Angoulême. Kết hôn với Yolande de Dreux, Nữ Bá tước xứ Penthièvre và Porhoet, có con cái.
- Aymar xứ Lusignan (1222–1260), Giám mục Winchester
- Agnès xứ Lusignan (1223–1269). Kết hôn với Guillaume II de Chauvigny (mất 1270) và có con cái.
- Alix xứ Lusignan (1224 – 9 tháng 2 năm 1256). Kết hôn với John de Warenne, Bá tước thứ 6 xứ Surrey, có con cái.
- Guy xứ Lusignan (khoảng 1225 – 1264), bị giết trong Trận Lewes. (Tufton Beamish khẳng định rằng Guy đã trốn sang Pháp sau Trận Lewes và qua đời tại đó vào năm 1269.)
- Geoffroy xứ Lusignan (khoảng 1226 – 1274). Kết hôn năm 1259 với Jeanne, Nữ tử tước xứ Châtellerault, có con cái.
- Isabelle xứ Lusignan (khoảng 1226/1227 – 14 tháng 1 năm 1299). Kết hôn lần đầu tiên trước năm 1244 với Maurice IV de Craon (1224–1250), có con cái, và kết hôn lần thứ hai với Geoffroy de Rancon.
- Guillaume xứ Lusignan (khoảng 1228 – 1296), Bá tước thứ 1 xứ Pembroke. Kết hôn với Joan de Munchensi và có con cái.
- Marguerite de Lusignan (khoảng 1229 – 1288). Kết hôn lần đầu vào năm 1243 với Raymond VII xứ Toulouse, lần thứ hai vào khoảng năm 1246 với Aimery IX de Thouars, Tử tước xứ Thouars và có con cái.

## Tổ tiên
| \| \| \| \| \| \| \| \| \| \| \| 8. Vulgrin II xứ Angoulême \| \| \| \| \| \| \| \| \| \| \| \| \| \| \| \| \| \| \| \| \| \| \| \| \| \| \| \| \| \| \| \| \| \| \| \| \| \| \| \| \| \| \| \| \| \| \| \| \| \| \| 4. Guillaume VI xứ Angoulême \| \| \| \| \| \| \| \| \| \| \| \| \| \| \| \| \| \| \| \| \| \| \| \| \| \| \| \| \| \| \| \| \| \| \| \| \| \| \| \| \| \| \| \| \| \| \| \| \| \| \| \| \| \| \| \| \| \| \| \| 9. Pontia de la Marche \| \| \| \| \| \| \| \| \| \| \| \| \| \| \| \| \| \| \| \| \| \| \| \| \| \| \| \| \| \| \| \| \| \| \| \| \| \| \| \| \| \| \| \| \| \| \| \| \| \| \| \| \| \| \| \| \| \| \| \| 2. Aymar xứ Angoulême \| \| \| \| \| \| \| \| \| \| \| \| \| \| \| \| \| \| \| \| \| \| \| \| \| \| \| \| \| \| \| \| \| \| \| \| \| \| \| \| \| \| \| \| \| \| \| \| \| \| \| \| \| \| \| \| \| \| \| \| 10. Raymond I, Vicomte de Turenne \| \| \| \| \| \| \| \| \| \| \| \| \| \| \| \| \| \| \| \| \| \| \| \| \| \| \| \| \| \| \| \| \| \| \| \| \| \| \| \| \| \| \| \| \| \| \| \| \| \| \| \| \| \| \| \| \| \| \| \| 5. Marguerite de Turenne \| \| \| \| \| \| \| \| \| \| \| \| \| \| \| \| \| \| \| \| \| \| \| \| \| \| \| \| \| \| \| \| \| \| \| \| \| \| \| \| \| \| \| \| \| \| \| \| \| \| \| \| \| \| \| \| \| \| \| \| 11. Mathilde xứ Perche \| \| \| \| \| \| \| \| \| \| \| \| \| \| \| \| \| \| \| \| \| \| \| \| \| \| \| \| \| \| \| \| \| \| \| \| \| \| \| \| \| \| \| \| \| \| \| \| \| \| \| \| \| \| \| \| \| \| \| \| 1. Isabelle I xứ Angoulême \| \| \| \| \| \| \| \| \| \| \| \| \| \| \| \| \| \| \| \| \| \| \| \| \| \| \| \| \| \| \| \| \| \| \| \| \| \| \| \| \| \| \| \| \| \| \| \| \| \| \| \| \| \| \| \| \| \| \| \| 12. Louis VI của Pháp \| \| \| \| \| \| \| \| \| \| \| \| \| \| \| \| \| \| \| \| \| \| \| \| \| \| \| \| \| \| \| \| \| \| \| \| \| \| \| \| \| \| \| \| \| \| \| \| \| \| \| \| \| \| \| \| \| \| \| \| 6. Pierre I, Lãnh chúa xứ Courtenay \| \| \| \| \| \| \| \| \| \| \| \| \| \| \| \| \| \| \| \| \| \| \| \| \| \| \| \| \| \| \| \| \| \| \| \| \| \| \| \| \| \| \| \| \| \| \| \| \| \| \| \| \| \| \| \| \| \| \| \| 13. Adélaïde xứ Maurienne \| \| \| \| \| \| \| \| \| \| \| \| \| \| \| \| \| \| \| \| \| \| \| \| \| \| \| \| \| \| \| \| \| \| \| \| \| \| \| \| \| \| \| \| \| \| \| \| \| \| \| \| \| \| \| \| \| \| \| \| 3. Alix xứ Courtenay \| \| \| \| \| \| \| \| \| \| \| \| \| \| \| \| \| \| \| \| \| \| \| \| \| \| \| \| \| \| \| \| \| \| \| \| \| \| \| \| \| \| \| \| \| \| \| \| \| \| \| \| \| \| \| \| \| \| \| \| 14. Renaud, Lãnh chúa xứ Courtenay \| \| \| \| \| \| \| \| \| \| \| \| \| \| \| \| \| \| \| \| \| \| \| \| \| \| \| \| \| \| \| \| \| \| \| \| \| \| \| \| \| \| \| \| \| \| \| \| \| \| \| \| \| \| \| \| \| \| \| \| 7. Elizabeth de Courtenay \| \| \| \| \| \| \| \| \| \| \| \| \| \| \| \| \| \| \| \| \| \| \| \| \| \| \| \| \| \| \| \| \| \| \| \| \| \| \| \| \| \| \| \| \| \| \| \| \| \| \| \| \| \| \| \| \| \| \| \| 15. Hawise de Donjon \| \| \| \| \| \| \| \| \| \| \| \| \| \| \| \| \| \| \| \| \| \| \| \| \| \| \| \| \| \| \| \| \| \| \| \| \| \| \| \| \| \| \| |                                     |  |  |  |  |  |  |  |  |                            |  |  |  |
| |                                     |  |  |  |  |  |  |  |  | 8. Vulgrin II xứ Angoulême |  |  |  |
| |                                     |  |  |  |  |  |  |  |  |                            |  |  |  |
| |                                     |  |  |  |  |  |  |  |  |                            |  |  |  |
| |                                     |  |  |  |  |  |  |  |  |                            |  |  |  |
| | 4. Guillaume VI xứ Angoulême        |  |  |  |  |  |  |  |  |                            |  |  |  |
| |                                     |  |  |  |  |  |  |  |  |                            |  |  |  |
| |                                     |  |  |  |  |  |  |  |  |                            |  |  |  |
| |                                     |  |  |  |  |  |  |  |  |                            |  |  |  |
| | 9. Pontia de la Marche              |  |  |  |  |  |  |  |  |                            |  |  |  |
| |                                     |  |  |  |  |  |  |  |  |                            |  |  |  |
| |                                     |  |  |  |  |  |  |  |  |                            |  |  |  |
| |                                     |  |  |  |  |  |  |  |  |                            |  |  |  |
| | 2. Aymar xứ Angoulême               |  |  |  |  |  |  |  |  |                            |  |  |  |
| |                                     |  |  |  |  |  |  |  |  |                            |  |  |  |
| |                                     |  |  |  |  |  |  |  |  |                            |  |  |  |
| |                                     |  |  |  |  |  |  |  |  |                            |  |  |  |
| | 10. Raymond I, Vicomte de Turenne   |  |  |  |  |  |  |  |  |                            |  |  |  |
| |                                     |  |  |  |  |  |  |  |  |                            |  |  |  |
| |                                     |  |  |  |  |  |  |  |  |                            |  |  |  |
| |                                     |  |  |  |  |  |  |  |  |                            |  |  |  |
| | 5. Marguerite de Turenne            |  |  |  |  |  |  |  |  |                            |  |  |  |
| |                                     |  |  |  |  |  |  |  |  |                            |  |  |  |
| |                                     |  |  |  |  |  |  |  |  |                            |  |  |  |
| |                                     |  |  |  |  |  |  |  |  |                            |  |  |  |
| | 11. Mathilde xứ Perche              |  |  |  |  |  |  |  |  |                            |  |  |  |
| |                                     |  |  |  |  |  |  |  |  |                            |  |  |  |
| |                                     |  |  |  |  |  |  |  |  |                            |  |  |  |
| |                                     |  |  |  |  |  |  |  |  |                            |  |  |  |
| | 1. Isabelle I xứ Angoulême          |  |  |  |  |  |  |  |  |                            |  |  |  |
| |                                     |  |  |  |  |  |  |  |  |                            |  |  |  |
| |                                     |  |  |  |  |  |  |  |  |                            |  |  |  |
| |                                     |  |  |  |  |  |  |  |  |                            |  |  |  |
| | 12. Louis VI của Pháp               |  |  |  |  |  |  |  |  |                            |  |  |  |
| |                                     |  |  |  |  |  |  |  |  |                            |  |  |  |
| |                                     |  |  |  |  |  |  |  |  |                            |  |  |  |
| |                                     |  |  |  |  |  |  |  |  |                            |  |  |  |
| | 6. Pierre I, Lãnh chúa xứ Courtenay |  |  |  |  |  |  |  |  |                            |  |  |  |
| |                                     |  |  |  |  |  |  |  |  |                            |  |  |  |
| |                                     |  |  |  |  |  |  |  |  |                            |  |  |  |
| |                                     |  |  |  |  |  |  |  |  |                            |  |  |  |
| | 13. Adélaïde xứ Maurienne           |  |  |  |  |  |  |  |  |                            |  |  |  |
| |                                     |  |  |  |  |  |  |  |  |                            |  |  |  |
| |                                     |  |  |  |  |  |  |  |  |                            |  |  |  |
| |                                     |  |  |  |  |  |  |  |  |                            |  |  |  |
| | 3. Alix xứ Courtenay                |  |  |  |  |  |  |  |  |                            |  |  |  |
| |                                     |  |  |  |  |  |  |  |  |                            |  |  |  |
| |                                     |  |  |  |  |  |  |  |  |                            |  |  |  |
| |                                     |  |  |  |  |  |  |  |  |                            |  |  |  |
| | 14. Renaud, Lãnh chúa xứ Courtenay  |  |  |  |  |  |  |  |  |                            |  |  |  |
| |                                     |  |  |  |  |  |  |  |  |                            |  |  |  |
| |                                     |  |  |  |  |  |  |  |  |                            |  |  |  |
| |                                     |  |  |  |  |  |  |  |  |                            |  |  |  |
| | 7. Elizabeth de Courtenay           |  |  |  |  |  |  |  |  |                            |  |  |  |
| |                                     |  |  |  |  |  |  |  |  |                            |  |  |  |
| |                                     |  |  |  |  |  |  |  |  |                            |  |  |  |
| |                                     |  |  |  |  |  |  |  |  |                            |  |  |  |
| | 15. Hawise de Donjon                |  |  |  |  |  |  |  |  |                            |  |  |  |
| |                                     |  |  |  |  |  |  |  |  |                            |  |  |  |
| |                                     |  |  |  |  |  |  |  |  |                            |  |  |  |

## Trong văn hóa đại chúng
Isabelle được nữ diễn viên Zena Walker thủ vai trong bộ phim truyền hình Cuộc phiêu lưu của Robin Hood tập "Isabelle" (1956), trước khi kết hôn với John nhưng không phải khi bà mới 12 tuổi. Sau đó, bà được nữ diễn viên Victoria Abril thủ vai trong bộ phim Robin và Marian năm 1976, được nữ diễn viên Cory Pulman thủ vai trong tập "The Pretender" (1986) của bộ phim truyền hình Robin xứ Sherwood, và được nữ diễn viên Léa Seydoux thủ vai trong bộ phim Robin Hood năm 2010.